# Seznam zaniklých usedlostí v Praze
Seznam zaniklých usedlostí na území Prahy obsahuje usedlosti viniční a hospodářské, doplněné o letohrádky a zájezdní hostince.
| usedlost                       | část Prahy                        | poznámky |
| ------------------------------ | --------------------------------- | --- |
| Baba                           | Praha 6, Dejvice                  | dnes památkově chráněná zřícenina |
| Bál                            | Praha 2, Vinohrady                | pozdější usedlost Kravín |
| Balabenka (nová usedlost)      | Praha 8, Libeň                    | zbořena v 90. letech 20. stol. při výstavbě silničního přemostění |
| Balabenka (stará usedlost)     | Praha 8, Libeň                    | zbořena v polovině 60. let 20. století pro zchátralost |
| Barvířka                       | Praha 5, Smíchov                  | zanikla někdy před 60. léty 20. století |
| Bayrová                        | Praha 3, Žižkov                   | zbořena po r. 1900; ze zahrady zřízen sad Rajská zahrada |
| Bendovka                       | Praha 8, Bohnice                  | Do 50. let 20. století byla obývána. |
| Bezovka                        | Praha 3, Žižkov                   | do r. 1908 zde byl kinematograf; zbořena v r. 1936 při výstavbě silnice |
| Bílý Beránek                   | Praha 5, Stodůlky                 | zájezdní hostinec, zbořen roku 1985 |
| Bořislavka                     | Praha 6, Dejvice                  | zbořena na počátku 20. století |
| Bosna                          | Praha 10, Strašnice               | stržena na začátku 20. století |
| Boudečka                       | Praha 3, Žižkov                   | zbořena v l. 1931-1933 |
| Božinka                        | Praha 5, Košíře                   | zbořena na konci 19. století |
| Brabcová                       | Praha 5, Smíchov                  | zrušená usedlost začleněna do areálu zahrad letohrádku Kinských |
| Brentová                       | Praha 5, Smíchov                  | zbořena v r. 1943 |
| Broučková                      | Praha 8, Libeň                    | zanikla v polovině 19. století, původně v katastru Královské Vinohrady |
| Březinka                       | Praha 5, Smíchov                  | zbořena na konci 19. století |
| Bubáková                       | Praha 2, Vinohrady                | později zde stála neorenesanční vila – zbořena v r. 1899 |
| Bučanka                        | Praha 4, Nusle                    | zanikla postupně po výstavbě sousední vily Bělka v roce 1853 |
| Buďánka                        | Praha 5, Smíchov                  | zbořena koncem 20. století |
| Bulovka                        | Praha 8, Libeň                    | původní usedlost; zbořena na začátku 20. století |
| Celná                          | Praha 5, Smíchov                  | zbořena v 80. letech 19. století |
| Cikánka                        | Praha 2, Vinohrady                | |
| Císařka                        | Praha 5, Smíchov                  | z velké části zbořena roku 1938, zbytek roku 2007 |
| Čapková                        | Praha 3, Žižkov                   | zbořena na začátku 20. století |
| Čečelička                      | Praha 5, Smíchov                  | na konci 19. století na jejím místě postaven nový dům |
| Červená Báň                    | Praha 8, Libeň                    | zbořena na začátku 20. století |
| Červená Zahrada                | Praha 5, Smíchov                  | zbořena na začátku 20. století, na místě vystavěna nová budova |
| Červený dvůr (Direktorka)      | Praha 10, Strašnice               | |
| Demartinka                     | Praha 5, Smíchov                  | zbořena v r. 1980 |
| Direktorka (Červený dvůr)      | Praha 10, Strašnice               | zbořena před rokem 1938 při stavbě Nákladového nádraží Žižkov |
| Dirixka (Kavková)              | Praha 3, Žižkov                   | zbořena v 19. století |
| Dobeška                        | Praha 4, Braník                   | později zde stál kulturní dům, od r. 2000 Divadlo Sklep |
| Dufkova                        | Praha 6, Nebušice                 | |
| Eggenberg                      | Praha 5, Smíchov                  | letohrádek v klasicistním stylu; zbořena v r. 1890 |
| Feslová (Míčanka)              | Praha 2, Vinohrady                | |
| Fialka                         | Praha 5, Smíchov                  | zbořena na začátku 20. století |
| Folimanka                      | Praha 2, Vinohrady                | zbořena v 60. letech 20. století; na místě postavena sportovní hala |
| Francouzska                    | Praha 8, Libeň                    | zbořena ve 2. polovině 19. století |
| Habrovka                       | Praha 4, Krč                      | částečně dochováno |
| Hajnovka                       | Praha 2, Vinohrady                | |
| Hamáčková (Hamáková)           | Praha 2, Vinohrady                | zbořena v 1. polovině 20. století při výstavbě činžovního domu |
| Havránka                       | Praha 7, Troja                    | zbořena po roce 1892 po výstavbě neorenesanční vily |
| Hejnovka (viz Sluncová)        | Praha 8, Karlín                   | |
| Hejtmanka                      | Praha 8, Libeň, ulice Bulovka     | přestavěna pro potřeby Fakultní nemocnice Bulovka |
| Hercovka                       | Praha 8, Libeň                    | |
| Hliniště                       | Praha 5, Smíchov                  | zbořena v 19. století |
| Hofmanka                       | Praha 2, Vinohrady                | v r. 1928 opuštěna a v polovině 20. století zbořena |
| Hofmanka                       | Praha 8, Libeň                    | zbořena při úpravách předmostí Trojského mostu |
| Hrabovka                       | Praha 3, Žižkov                   | dnes se zde nachází Masarykovo nádraží |
| Hromádková                     | Praha 5, Smíchov                  | zbořena na konci 19. století |
| Hubálka                        | Praha 6, Střešovice               | zbořena po r. 1950 |
| Chmelnice                      | Praha 3, Žižkov                   | zbořena po r. 1910 |
| Jetelka                        | Praha 9, Vysočany                 | v polovině 20. století ustoupila výstavbě silnice |
| Juliska                        | Praha 6, Dejvice                  | zbořena v r. 1955 |
| Kailova                        | Praha 5, Smíchov                  | na konci 19. století začleněna do areálu Ringhofferových závodů; zbořeny koncem 20. století |
| Kanálka                        | Praha 2, Vinohrady                | Začleněna do Riegrových sadů. |
| Kanclířka                      | Praha 5, Smíchov                  | zbořena v r. 1891 při výstavbě kláštera benediktinek a kostela sv. Gabriela |
| Kanclířka                      | Praha 6, Dejvice                  | zbořena na konci 19. století |
| Kašnička                       | Praha 6, Střešovice               | v r. 1930 ustoupila výstavbě cihelny |
| Kavková – viz Dirixka          | Praha 3, Žižkov                   | zbořena v r. 1933 |
| Kelerka                        | Praha 8, Libeň                    | zbořena po druhé světové válce |
| Kesnerka (horní usedlost)      | Praha 5, Smíchov                  | zbořena v 70. let 20. století |
| Kindlovka                      | Praha 8, Libeň                    | zbořena při výstavbě mimoúrovňové křižovatky Pelc-Tyrolka |
| Klavírka                       | Praha 5, Smíchov                  | zbořena na přelomu 19. a 20. století |
| Kleovka                        | Praha 2, Vinohrady, Nad Petruskou | zbořena v 70. letech 19. století |
| Klíčov                         | Praha 9, Vysočany                 | zbořena ve 2. polovině 19. století |
| Klikovka                       | Praha 4, Nusle                    | zbořena někdy po r. 1910 |
| Klimentka                      | Praha 5, Smíchov                  | zbořena někdy po r. 1910 |
| Kobrová                        | Praha 5, Smíchov                  | zanikla někdy po r. 1906; pozemky rozděleny na stavební parcely |
| Kolínská                       | Praha 8, Libeň                    | naposledy uváděna v r. 1753 |
| Komotovka                      | Praha 3, Žižkov                   | na jejím místě postavena divadelní aréna – zbořena při stavbě železnice |
| Königsmarka (Královka)         | Praha 6, Břevnov                  | zbořena v polovině 20. století |
| Konstantinka                   | Praha 2, Vinohrady                | později zde stál zájezdní hostinec Kuchynka, zbořen v r. 1880 |
| Kopytářka                      | Praha 8, Libeň                    | zbořena ve 20. letech 20. století |
| Kotlaska                       | Praha 8, Libeň                    | zbořena v 70. letech 20. století při stavbě železnice |
| Kovárna                        | Praha 7, Troja                    | |
| Kozačka (Šindlerka)            | Praha 2, Vinohrady                | zbořena někdy po r. 1900 |
| Kozlovka                       | Praha 8, Libeň                    | |
| Králodvorská                   | Praha 5, Smíchov                  | |
| Krenovka                       | Praha 3, Žižkov                   | stávala v areálu žižkovského nádraží |
| Krocínka                       | Praha 8, Vysočany                 | zbořena v 30. letech 20. století |
| Křížovka – viz Pštrosska       | Praha 2, Vinohrady                | |
| Kuchynka                       | Praha 2, Vinohrady                | zbořena v r. 1908 |
| Kundratka                      | Praha 8, Libeň                    | původně dvě usedlosti; zbořena někdy ve 20. století |
| Kunštatka                      | Praha 8, Libeň                    | zbořena na začátku 20. století, původně v katastru Královské Vinohrady |
| Kynclovka                      | Praha 7, Troja                    | zbořena v 2. polovině 20. století |
| Ladronka                       | Praha 5, Smíchov                  | |
| Laurová                        | Praha 5, Smíchov                  | zbořena na začátku 20. století |
| Liborka                        | Praha 6, Břevnov                  | stávala na katastrálním území Tejnky |
| Lidmonka                       | Praha 3, Žižkov                   | stávala v blízkosti Smetanky; zbořena na přelomu 19. a 20. století |
| Lísek                          | Praha 8, Bohnice                  | |
| Malovanka                      | Praha 6, Břevnov                  | později zájezdní hospoda; zbořena při rozšiřování Patočkovy ulice |
| Malovaný lis (Červený lis)     | Praha 8, Libeň                    | zbořena v 70. letech 20. století při výstavbě silnice |
| Maxmiliánka                    | Praha 5, Smíchov                  | vlastní usedlost zanikla, dochovala se jedna z hospodářských budov |
| Měchurka                       | Praha 5, Košíře                   | zbořena kolem r. 1989 |
| Melinska                       | Praha 6, Dejvice                  | v Šáreckém údolí |
| Minařka                        | Praha 5, Smíchov                  | zbořena kolem r. 1882 |
| Miranka                        | Praha 3, Žižkov                   | zbořena na začátku 20. století |
| Miseronka                      | Praha 6, Bubeneč                  | zbořena po roce 1938 |
| Mlynářka                       | Praha 5, Smíchov                  | stávala v místech dnešní křižovatky ulic Plzeňské a Holečkovy |
| Mrázovka                       | Praha 5, Smíchov                  | |
| Mydlářka                       | Praha 6, Dejvice                  | zanikla v souvislosti s výstavbou Hotelu Praha v 70. letech |
| Na Knížecí                     | Praha 5, Smíchov                  | v majetku Schwarzenberků; zbořena kvůli nové výstavbě na konci 19. století |
| Na skále                       | Praha 8, Libeň                    | |
| Na Stráži                      | Praha 8, Libeň                    | roku 1964 byla památkově chráněná, ochrana zrušena |
| Na Vypichu                     | Praha 6, Břevnov                  | |
| Nesypka                        | Praha 5, Smíchov                  | zbořena na konci 19. století, dochovala se pouze kaple |
| Neubergová (Sakrabonka)        | Praha 2, Vinohrady                | zbořena v r. 1871; dnes se zde nachází Hlavní nádraží |
| Nigrinka                       | Praha 2, Vinohrady                | spolu s usedlostí Bál tvořila komplex tzv. Kravína; zbořena v r. 1893 |
| Octárna                        | Praha 3, Žižkov                   | |
| Octárna                        | Praha 6, Střešovice               | zbořena v 1. polovině 19. století; dnes zde ústí Strahovský tunel |
| Ohrada                         | Praha 3, Žižkov                   | zbořena na začátku 20. století |
| Oštipka (Voštěpka)             | Praha 5, Smíchov                  | od poloviny 19. století součást Ringhofferovy vagonky; zbořena na konci 20. století |
| Pachmanka malá a velká         | Praha 6, Nebušice                 | |
| Palata (dolní usedlost)        | Praha 5, Smíchov                  | na začátku 20. století zde byl vystavěn nový dům, zbořena na konci roku 2016 |
| Paliárka (dolní usedlost)      | Praha 5, Smíchov                  | zbořena na přelomu 19. a 20. století |
| Palmovka (usedlost v Karlíně)  | Praha 8, Karlín                   | zanikla po přestavbě na Millerovu továrnu stearinových svíček a mýdla |
| Palmovka (usedlost v Libni)    | Praha 8, Libeň                    | zbořena někdy po r. 1889 při výstavbě činžovních domů |
| Panenská                       | Praha 6, Střešovice               | v minulosti majetek kláštera sv. Jiří na Pražském hradě; zbořena v polovině 20. století při výstavbě komunikace |
| Paroubka                       | Praha 3, Vinohrady                | zbořena někdy po r. 1872 |
| Parukářka                      | Praha 3, Žižkov                   | na Vrchu svatého Kříže, pozdější Kapslovna. Dochovala se pouze malá část. |
| Paťanka                        | Praha 6, Dejvice                  | zbořena v r. 1968 |
| Pečová (Dirixka)               | Praha 8, Libeň                    | zbořena na přelomu 19. a 20. století; v r. 1999 obnovena vinice Máchalka |
| Pekařka                        | Praha 4, Podolí                   | |
| Pekařka (Voctářka)             | Praha 8, Libeň                    | |
| Pelc-Tyrolka                   | Praha 8, Libeň                    | zbořena při výstavbě Trojského mostu (dnes Most Barikádníků); dnes areál Matematicko-fyzikální fakulty UK |
| Peletka                        | Praha 5, Smíchov                  | zbořena na konci 19. století |
| Plátenice                      | Praha 5, Smíchov                  | zbořena někdy před r. 1945 |
| Plzeňka                        | Praha 5, Smíchov                  | v r. 1845 přeměněna na průmyslový objekt; zbořena v 70. letech 20. století; dnes stanice metra Anděl |
| Popelka                        | Praha 5, Smíchov                  | |
| Poštovka                       | Praha 5, Košíře                   | zbořena v 60. letech 20. století |
| Pražačka                       | Praha 3, Žižkov                   | zbořena někdy po r. 1947 při výstavbě komunikace |
| Preiska (Prajzka)              | Praha 6, Nebušice                 | neznámá doba zániku |
| Prkénka                        | Praha 2, Vinohrady                | zbořena v 80. letech 19. století |
| Proutková (Olšanský dvůr)      | Praha 3, Žižkov                   | zbořena po druhé světové válce |
| Proutková                      | Praha 3, Žižkov                   | pod Vítkovem v ulici Husitská, zbořena koncem 19. století |
| Provaznice                     | Praha 5, Smíchov                  | od 30. let 20. století zde stojí nový činžovní dům |
| Prstenka                       | Praha 5, Smíchov                  | zbořena kolem r. 1860 |
| Pštrosska (Hejnovka, Křížovka) | Praha 2, Vinohrady                | z části zahrady vytvořeny Riegrovy sady |
| Pušrajbka                      | Praha 6, Dejvice                  | zbořena v 19. století při průmyslové výstavbě |
| Putovka                        | Praha 8, Karlín                   | na začátku 19. století zde vyrostly průmyslové závody |
| Ráj                            | Praha 5, Smíchov                  | v 19. století zrušená usedlost součást Kinského zahrady; dnes Speciální škola pro děti a mládež |
| Rajská                         | Praha 5, Smíchov                  | v r. 1893 ji zakoupil Žižkov |
| Reismonka                      | Praha 3, Žižkov                   | zbořena na konci 19. století |
| Rejska                         | Praha 8, Libeň                    | stávala u Rokosky; zbořena ve 2. polovině 19. století |
| Rožmitálka                     | Praha 3, Žižkov                   | zbořena na přelomu 19. a 20. století |
| Santinka                       | Praha 6, Dejvice                  | zbořena ve 30. letech 20. století kvůli výstavbě školy |
| Sekyrka                        | Praha 6, Dejvice                  | od r. 1882 hostinec; zbořen v 50. letech 20. století |
| Skalka                         | Praha 4, Braník-Dvorce            | |
| Sklenářka (dolní usedlost)     | Praha 3, Žižkov                   | zbořena na konci 19. století |
| Sklenářka (horní usedlost)     | Praha 3, Žižkov                   | vystavěna v 16. století; zbořena někdy po r. 1945; v jejím areálu stál i zámeček |
| Skořábka (Skořápka)            | Praha 8, Libeň                    | v 19. století připojena k Rokosce; zbořena v r. 1861 |
| Smetanka                       | Praha 2, Vinohrady                | zbořena na začátku 20. století; dnes zde stojí Smetanovo divadlo (dnes Státní opera Praha) a kolejiště Hlavního nádraží |
| Smetanka                       | Praha 3, Žižkov                   | zbořena na začátku 20. století; v areálu jejich vinic stál i zámeček |
| Stírka                         | Praha 8, Libeň                    | typická viniční usedlost; V roce 1974 byla zdemolována hospodářská stavení, budova s věží v roce 1986. V letech 1972–1983 MK ČSR opakovaně zamítalo žádosti o zrušení památkové ochrany, o které usilovala stavební bytová družstva. |
| Stromka (dolní usedlost)       | Praha 2, Vinohrady                | zbořena na začátku 20. století |
| Stromka (horní usedlost)       | Praha 2, Vinohrady                | vinohrad zde existoval již ve 13. století; usedlost zbořena někdy po r. 1945 |
| Šafránka                       | Praha 6, Dejvice                  | letohrádek ze 17. století; zbořen v někdy po r. 1910 |
| Šafránka                       | Praha 2, Vinohrady                | zbořena na začátku 20. století; ze zahrady po r. 1895 vytvořeny Bezručovy sady |
| Šálkovna                       | Praha 4, Braník                   | |
| Šedivá                         | Praha 8, Libeň                    | |
| Ševčíková                      | Praha 3, Žižkov                   | zanikla na konci 19. století |
| Šetelka                        | Praha 8, Libeň                    | zbořena na konci 19. století |
| Špendlikářka (Štočkovská)      | Praha 10, Vršovice                | zbořena na začátku 20. století; od r. 1905 jsou na jejím místě Heroldovy sady |
| Šťáhlavka                      | Praha 6, Dejvice                  | zbořena při výstavbě stadionu na Julisce |
| Štikovna                       | Praha 2, Vinohrady                | stávala v areálu vinic založených v dobách Karla IV.; zbořena na konci 19. století |
| Štrasburk                      | Praha 8, Libeň                    | zbořena ve 20. letech 20. století |
| Šubertka                       | Praha 5, Smíchov                  | zbořena na začátku 20. století |
| Šubrtka (Klejonka)             | Praha 3, Žižkov                   | zbořena na konci 19. století |
| Šutka                          | Praha 7, Troja, Trojská č.p. 112  | zbořena kolem roku 1975, na jejím místě stojí Základní škola Na Šutce |
| Švagrovka                      | Praha 5, Hlubočepy                | |
| Švihanka                       | Praha 2, Vinohrady                | v r. 1903 začleněna do Riegrových sadů; ve 30. letech 20. století zde vystavěna restaurace Riegrovy sady |
| Terebka                        | Praha 4, Nusle                    | na jejím místě vystavěna škola |
| Truhlářka                      | Praha 8, Libeň                    | původně stála na k. ú. Holešovičky; zbořena v 50. letech 20. století |
| Tři kameny (Dolní Večkerka)    | Praha 5, Smíchov                  | v r. 1924 na jejím místě vystavěn nový dům |
| Tříkrálka                      | Praha 8, Bohnice                  | |
| U lisu                         | Praha 7, Troja, Nad Kazankou      | zbořena v r. 1973 kvůli vile Gustáva Husáka |
| Václavka                       | Praha 5, Smíchov                  | zbořena po první světové válce |
| Václavka                       | Praha 3, Žižkov                   | zbořena na začátku 20. století |
| Vačeška (malá usedlost)        | Praha 8, Libeň                    | stávala pod Rokoskou; zbořena v 1. polovině 20. století při výstavbě Fakultní nemocnice Bulovka |
| Vačeška (velká usedlost)       | Praha 8, Libeň                    | stávala pod Rokoskou; zbořena v 1. polovině 20. století při výstavbě Fakultní nemocnice Bulovka |
| Valentinka                     | Praha 5, Smíchov                  | zbořena v 70. letech 19. století |
| Vápenka                        | Praha 3, Žižkov                   | původně Strašnice, dnes se zde nachází Nákladové nádraží Žižkov |
| Večkerka (Horní Paliárka)      | Praha 5, Smíchov                  | zbořena v 30. letech 20. století |
| Vendelínka                     | Praha 3, Žižkov                   | zbořena někdy po první světové válce |
| Větrovka                       | Praha 2, Vinohrady                | v 60. letech 20. století součástí Gröbovky |
| Viktorka                       | Praha 3, Žižkov                   | vystavěna v r. 1873; zbořena při výstavbě nákladového nádraží |
| Vojanka                        | Praha 5, Smíchov                  | zbořena někdy po r. 1910 při asanaci |
| Vokáčka                        | Praha 4, Nusle                    | zbořena na začátku 20. století |
| Vršinka                        | Praha 6, Nebušice                 | |
| Vyšínka                        | Praha 5, Smíchov                  | dnes zde stojí činžovní dům |
| Výšinka dolní a horní          | Praha 3, Žižkov                   | zbořena někdy po r. 1910 |
| Zahrádka                       | Praha 5, Smíchov                  | v polovině 19. století spojena s Klamovkou |
| Zalužanka                      | Praha 6, Dejvice                  | v Šáreckém údolí, zbořena roku 2003 |
| Zatlanka                       | Praha 5, Smíchov                  | na konci 19. století zde byla zřízena cihelna |
| Zátorka                        | Praha 7, Bubeneč                  | na začátku 20. století pozemky rozprodány a usedlost (označovaná také jako zámeček) postupně zanikla |
| Závěrka                        | Praha 6, Břevnov                  | bourána postupně od začátku 20. století |
| Závěrka                        | Praha 5, Smíchov                  | zbořena ve 2. polovině 20. století |
| Zbuzinka                       | Praha 7, Troja                    | |
| Zvonařka                       | Praha 2, Vinohrady                | na konci 19. století postaven činžovní dům a továrna na uzeniny |
| Zvonička                       | Praha 4, Podolí                   | zbořena v polovině 19. století |